# Lijst van Formule 1 Grand Prix Sprint-winnaars
De lijst van Formule 1 Grand Prix Sprint-winnaars bevat alle Formule 1-coureurs en constructeurs die één of meer Grand Prix Sprint-overwinningen op hun naam hebben staan.

In 2021 werd de Sprint nog Sprintkwalificatie genoemd.

## Coureurs

### Aantal Grand Prix Sprint-overwinningen per coureur
- Tabel bijgewerkt tot en met de GP van België, 26 juli 2025.

Bij gelijk aantal Sprint-overwinningen wordt de volgorde chronologisch bepaald door het jaar van de eerst behaalde winst.
| Legenda | Legenda                              |
| ------- | ------------------------------------ |
| Vet     | Coureur actief in 2025               |
| *       | Aantal keer Formule 1 Wereldkampioen |

|   | Coureur         | Land                | Inschrijvingen | Aantal winst | Actieve jaren | Eerste overwinning    | Laatste overwinning |
| - | --------------- | ------------------- | -------------- | ------------ | ------------- | --------------------- | ------------------- |
| 1 | Max Verstappen  | Nederland           | 21             | 12           | 2015–heden    | Groot-Brittannië 2021 | België 2025         |
| 2 | Valtteri Bottas | Finland             | 18             | 2            | 2013–heden    | Italië 2021           | São Paulo 2021      |
| 2 | Oscar Piastri   | Australië           | 15             | 2            | 2023–heden    | Qatar 2023            | Qatar 2024          |
| 2 | Lando Norris    | Verenigd Koninkrijk | 21             | 2            | 2018–heden    | São Paulo 2024        | Miami 2025          |
| 5 | George Russell  | Verenigd Koninkrijk | 21             | 1            | 2019–heden    | São Paulo 2022        | São Paulo 2022      |
| 5 | Sergio Pérez    | Mexico              | 18             | 1            | 2011–heden    | Azerbeidzjan 2023     | Azerbeidzjan 2023   |
| 5 | Lewis Hamilton  | Verenigd Koninkrijk | 21             | 1            | 2007–heden    | China 2025            | China 2025          |

### Aantal Grand Prix Sprint-overwinningen naar nationaliteit
- Tabel bijgewerkt tot en met de GP van België, 26 juli 2025.

| Legenda | Legenda                |
| ------- | ---------------------- |
| Vet     | Coureur actief in 2025 |

|   | Land                | Aantal overwinningen | Aantal coureurs | Coureurs                                                 |
| - | ------------------- | -------------------- | --------------- | -------------------------------------------------------- |
| 1 | Nederland           | 12                   | 1               | Max Verstappen (12)                                      |
| 2 | Verenigd Koninkrijk | 4                    | 3               | Lando Norris (2), George Russell (1), Lewis Hamilton (1) |
| 3 | Finland             | 2                    | 1               | Valtteri Bottas (2)                                      |
| 3 | Australië           | 2                    | 1               | Oscar Piastri (2)                                        |
| 5 | Mexico              | 1                    | 1               | Sergio Pérez (1)                                         |

### Meeste Grand Prix Sprint-overwinningen per seizoen
- Tabel bijgewerkt tot en met de GP van België, 26 juli 2025.

| Legenda | Legenda                                    |
| ------- | ------------------------------------------ |
|         | Coureur actief in 2025                     |
| Vet     | Formule 1 Wereldkampioen in hetzelfde jaar |

| Seizoen | Coureur         | Constructeur               | Aantal overwinningen | Aantal sprints | Percentage |
| ------- | --------------- | -------------------------- | -------------------- | -------------- | ---------- |
| 2021    | Valtteri Bottas | Mercedes                   | 2                    | 3              | 66,67%     |
| 2022    | Max Verstappen  | Red Bull Racing-RBPT       | 2                    | 3              | 66,67%     |
| 2023    | Max Verstappen  | Red Bull Racing-Honda RBPT | 4                    | 6              | 66,67%     |
| 2024    | Max Verstappen  | Red Bull Racing-Honda RBPT | 4                    | 6              | 66,67%     |
| 2025    | Lewis Hamilton  | Ferrari                    | 1 *                  | 3 *            | 33,33% *   |
| 2025    | Lando Norris    | McLaren-Mercedes           | 1 *                  | 3 *            | 33,33% *   |
| 2025    | Max Verstappen  | Red Bull Racing-Honda RBPT | 1 *                  | 3 *            | 33,33% *   |

* Seizoen loopt nog.

## Constructeurs

### Aantal Grand Prix Sprint-overwinningen naar constructeur
- Tabel bijgewerkt tot en met de GP van België, 26 juli 2025.

|   | Constructeur    | Inschrijvingen | Overwinningen | Percentage |
| - | --------------- | -------------- | ------------- | ---------- |
| 1 | Red Bull Racing | 21             | 13            | 61,90 %    |
| 2 | McLaren         | 21             | 4             | 19,05 %    |
| 3 | Mercedes        | 21             | 3             | 14,29 %    |
| 4 | Ferrari         | 21             | 1             | 4,76 %     |

## Sprint-winnaars per race
- Tabel bijgewerkt tot en met de GP van België, 26 juli 2025.

| Legenda | Legenda                                    |
| ------- | ------------------------------------------ |
|         | Coureur actief in 2025                     |
| Vet     | Formule 1 Wereldkampioen in hetzelfde jaar |

| Seizoen | Grand Prix                 | Sprint-winnaar  | Constructeur               |
| ------- | -------------------------- | --------------- | -------------------------- |
| 2021    | GP van Groot-Brittannië    | Max Verstappen  | Red Bull Racing-Honda      |
| 2021    | GP van Italië              | Valtteri Bottas | Mercedes                   |
| 2021    | GP van São Paulo           | Valtteri Bottas | Mercedes                   |
| 2022    | GP van Emilia Romagna      | Max Verstappen  | Red Bull Racing-RBPT       |
| 2022    | GP van Oostenrijk          | Max Verstappen  | Red Bull Racing-RBPT       |
| 2022    | GP van São Paulo           | George Russell  | Mercedes                   |
| 2023    | Azerbeidzjan               | Sergio Pérez    | Red Bull Racing-Honda RBPT |
| 2023    | GP van Oostenrijk          | Max Verstappen  | Red Bull Racing-Honda RBPT |
| 2023    | GP van België              | Max Verstappen  | Red Bull Racing-Honda RBPT |
| 2023    | GP van Qatar               | Oscar Piastri   | McLaren-Mercedes           |
| 2023    | GP van de Verenigde Staten | Max Verstappen  | Red Bull Racing-Honda RBPT |
| 2023    | GP van São Paulo           | Max Verstappen  | Red Bull Racing-Honda RBPT |
| 2024    | GP van China               | Max Verstappen  | Red Bull Racing-Honda RBPT |
| 2024    | GP van Miami               | Max Verstappen  | Red Bull Racing-Honda RBPT |
| 2024    | GP van Oostenrijk          | Max Verstappen  | Red Bull Racing-Honda RBPT |
| 2024    | GP van de Verenigde Staten | Max Verstappen  | Red Bull Racing-Honda RBPT |
| 2024    | GP van São Paulo           | Lando Norris    | McLaren-Mercedes           |
| 2024    | GP van Qatar               | Oscar Piastri   | McLaren-Mercedes           |
| 2025    | GP van China               | Lewis Hamilton  | Ferrari                    |
| 2025    | GP van Miami               | Lando Norris    | McLaren-Mercedes           |
| 2025    | GP van België              | Max Verstappen  | Red Bull Racing-Honda RBPT |
| 2025    | GP van de Verenigde Staten |                 |                            |
| 2025    | GP van São Paulo           |                 |                            |
| 2025    | GP van Qatar               |                 |                            |